# 宇宙ニュース
『宇宙ニュース』（うちゅうニュース、英字表記:SPACE NEWS）とは、2011年4月7日から2013年9月26日までテレビ東京系列局で放送されたテレビ東京製作の教養番組である。全128回。アットホームの一社提供。

## 概要
テレビ東京系全局同時ネットで放送された数少ないミニ番組の1つで、宇宙の最新情報を映像とともに伝えていた。タイトルから報道番組と思われがちであるが、デジタル放送のEPGでは「ドキュメンタリー・教養」に分類されており、教養番組の類に入る。テレビ東京の公式サイトでも「教養・ドキュメンタリー」に分類されている。
平常時には6分番組として放送されていたが、2011年6月12日（古川聡宇宙飛行士 打ち上げ直後）・2011年9月11日（宇宙の日 前日） 16:00 - 17:15には関連特別番組『宇宙ニュース 生放送スペシャル』を、2012年2月25日 13:53 - 14:23には『宇宙ニュース 〜はやぶさスペシャル〜』を放送した。
番組は2013年9月26日放送分をもって終了。YouTubeにある番組公式チャンネルでは、過去の番組の映像を視聴できる（本放送3日後の日曜日に更新）。

## 出演者

### キャスター
- 大江麻理子（テレビ東京アナウンサー、2011年4月7日 - 2013年3月28日）

### アンカーマン
- 野口聡一（JAXA宇宙飛行士、2013年4月4日 - 2013年9月26日）

### リポーター
- 狩野恵里（テレビ東京アナウンサー、2013年4月4日 - 2013年9月26日、ナレーションも兼任）[2]

### ナレーション
- 広中雅志（青二プロダクション、2011年4月7日 - 2013年3月28日、9月26日）

## スタッフ
- 製作著作 - テレビ東京
- 協力 - JAXA

## オープニングテーマ
- 0330 （fennesz+sakamoto）

## 放送局
| 対象対象地域   | 放送局         | 系列                          | 放送日時           | 備考       |
| -------------- | -------------- | ----------------------------- | ------------------ | ---------- |
| 関東広域圏     | テレビ東京     | テレビ東京系列                | 木曜 21:54 - 22:00 | 製作局     |
| 北海道         | テレビ北海道   | テレビ東京系列                | 木曜 21:54 - 22:00 | 同時ネット |
| 愛知県         | テレビ愛知     | テレビ東京系列                | 木曜 21:54 - 22:00 | 同時ネット |
| 大阪府         | テレビ大阪     | テレビ東京系列                | 木曜 21:54 - 22:00 | 同時ネット |
| 岡山県・香川県 | テレビせとうち | テレビ東京系列                | 木曜 21:54 - 22:00 | 同時ネット |
| 福岡県         | TVQ九州放送    | テレビ東京系列                | 木曜 21:54 - 22:00 | 同時ネット |
| 日本全域       | BSジャパン     | テレビ東京系列 BSデジタル放送 | 日曜 20:54 - 21:00 | 3日遅れ    |